# Mórocz
La famiglia Mórocz è un'antica famiglia nobile ungherese della parte settentrionale del Regno d'Ungheria (l'odierna Slovacchia sudoccidentale). I Mórocz erano costantemente fedeli ai monarchi asburgici.

## Storia familiare
La famiglia Mórocz proveniva da una piccola nobiltà condizionale (predialista), della parte settentrionale del Regno d'Ungheria, originariamente un ramo della famiglia Karcsa. Il loro primo antenato conosciuto era Maurícius (Móricz) della famiglia Karcsai, proprietario terriero e cavaliere del castello nella regione di Csallóköz nell'Ungheria occidentale (oggi Zitný ostrov nella Slovacchia sudoccidentale).
Il nome Mórocz venne usato per la prima volta da János Mórocz de Móroczkarcsa (1291). János era il figlio di Mauricio ed era il proprietario di una tenuta chiamata Móroczkarcsa. János era un nobile condizionale (predialista) dell'arcivescovo di Esztergom. I discendenti di János ottennero lo status di "vero nobile" in seguito (1456, 1572).
La famiglia Mórocz era divisa in due rami:
- Mórocz de Beketfalva (ramo di prestigio)
- Mórocz de Nagyabony (ramo medievale)

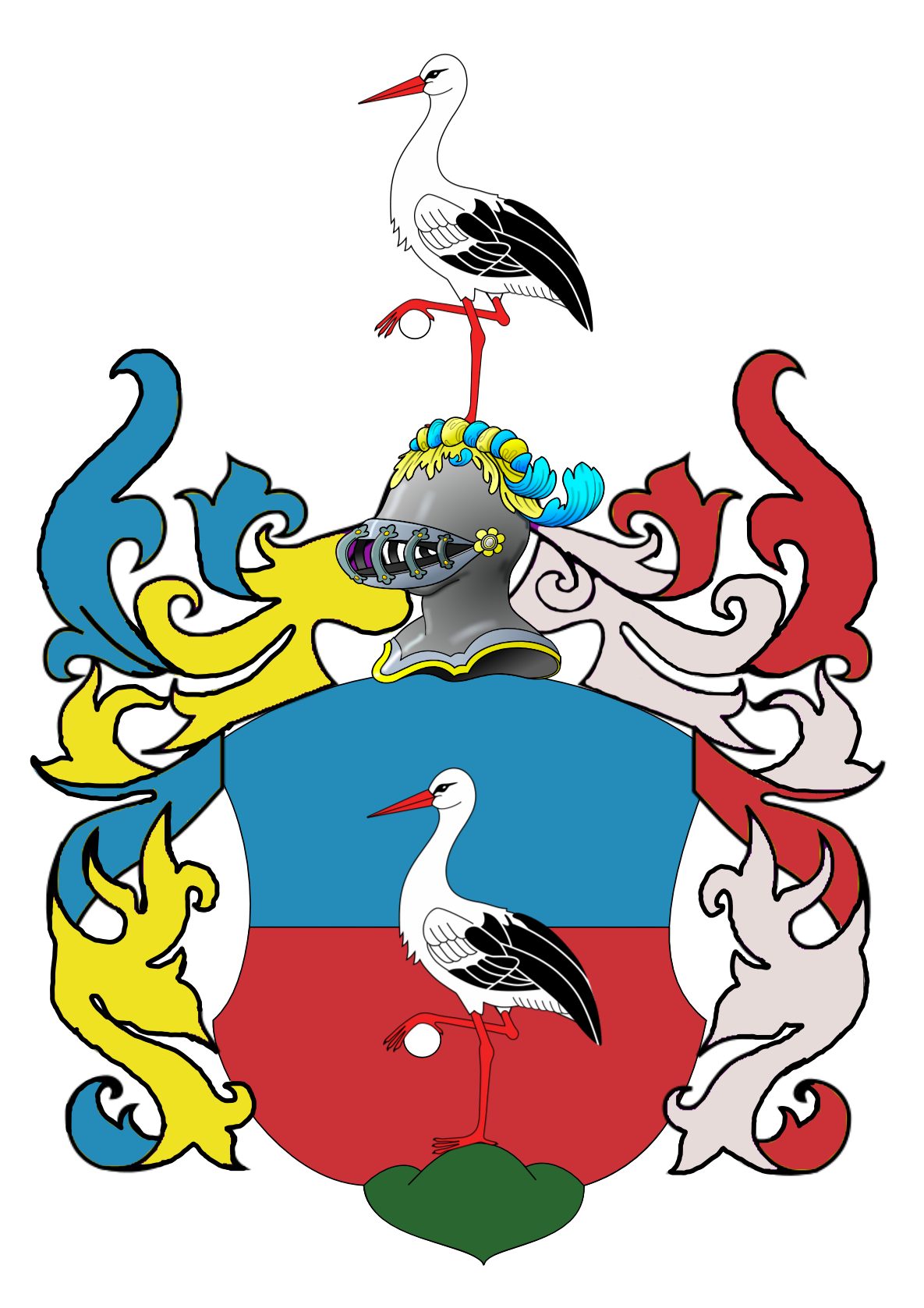
Mórocz de Beketfalva - Stemma

Antal e suo padre Peter ricevettero uno stemma e un titolo da Massimiliano II nel 1572 per i fedeli servizi. Dal 1578 furono proprietari della tenuta di Beketfalva e l'intero cognome della famiglia divenne Mórocz de Beketfalva. Beketfalva è un piccolo villaggio a est di Bratislava (ungherese: Pozsony, tedesco: Pressburg), oggi capitale della Slovacchia. La moglie di Antonio era Anna Bessenyei de Galántha, sorella di Ilona Bessenyei de Galántha, moglie di Benedikt Zerhas de Zerhashaz (Benedikt Esterházy).
La famiglia si stabilì sotto Wolfgang Mórocz (1575 – 1648). Durante la sua ricca carriera, Wolfgang è stato sottoprefetto della contea di Pozsony, consigliere della camera ungherese, sottogiudice regionale e vice palatino ungherese. Nicolaus Esterházy fu il mecenate di Wolfgang fino alla sua morte nel 1645.
Gli Esterházy erano i patroni della famiglia Mórocz.

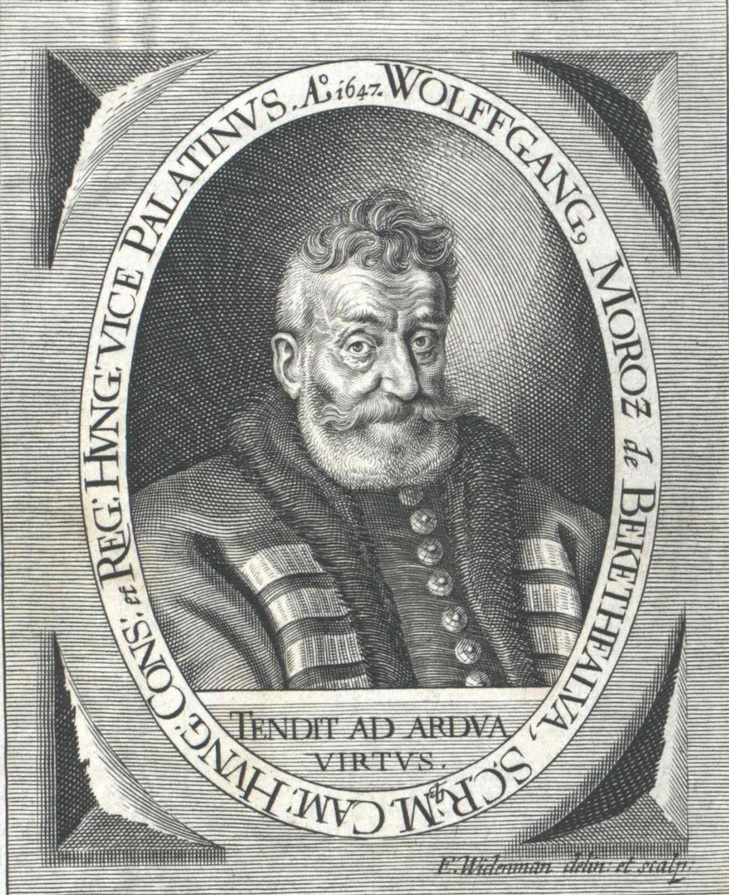
Wolfgang (Farkas) Mórocz de Beketfalva

Un ramo della famiglia Mórocz residente a Nagyabony si separò dalla famiglia Mórocz di Beketfalva alla fine del XVI secolo. Erano discendenti diretti della famiglia medievale Mórocz-Karcsai (che ottenne lo status di "vero nobile" nel 1456). Georgius, Andreas, Lucas, Joannes e Petrus ricevettero proprietà (lat. "processus inferior insulanus") nel 1641 e un nuovo stemma nel 1651 da Ferdinando III. Nagyabony è un piccolo villaggio a est di Bratislava. Erano proprietari di immobili a Nagyabony e l'intero cognome di famiglia era Mórocz de Nagyabony. Erano elencati come proprietari terrieri di Nagyabona nei documenti storici.

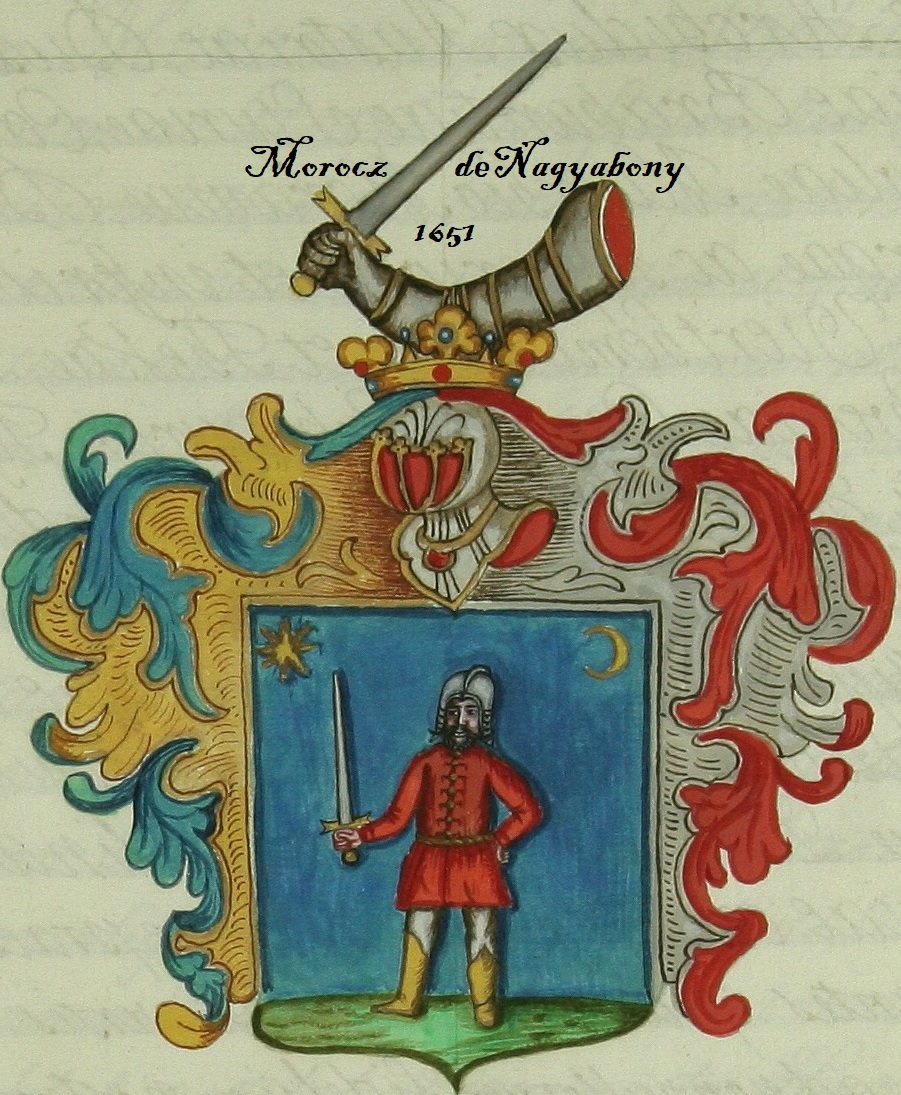
Mórocz de Nagyabony - Stemma

## Famosi membri della famiglia
- János de Móroczkarcsa (XIII secolo), proprietario di un villaggio chiamato Móroczkarcsa, condizione di nobili (predialisti) dell'arcivescovado di Esztergom
- Wolfgang Mórocz de Beketfalva (1575 – 1648), vice palatino d'Ungheria, sottoprefetto della contea di Prešporská
- Stephanus Mórocz de Beketfalva (1600/1610 – 1683), sottoprefetto della contea di Prešporská, vice giudice regionale e membro della corte reale, marito della baronessa Zuzana Amáde de Wárkony
- Barone Imrich Mórocz de Beketfalva (1699 – 1758), sottomaresciallo imperiale, proprietario di un reggimento di ussari. Divenne famoso nella battaglia di Colonia nel 1757[5]
- Karol Mórocz de Beketfalva (1700/1720 – 1795), ussaro maggiore. Divenne famoso durante le guerre napoleoniche
- Cavaliere Andreas Mórocz de Nagyabony (1891 – 1958), eroe della prima guerra mondiale, comandante dell'unità d'assalto. Divenne famoso nella battaglia di Jagodin nel 1914. Fu nominato cavaliere, membro dell'Ordine dei Cavalieri[6]

## La famiglia Mórocz oggi

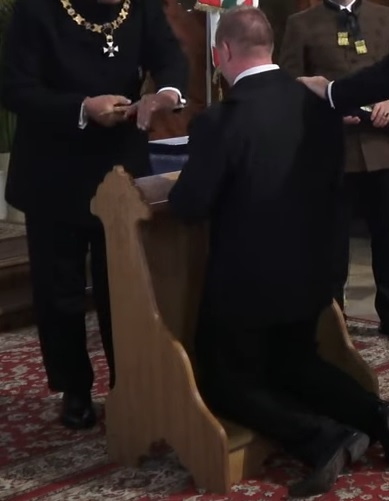
Cavaliere Joannes Róbert Mária Mórocz de Nagyabony

Oggi, Róbert Mórocz (1985, Bratislava), il cui nome completo è ufficiosamente Cavaliere Joannes Róbert Márie Mórocz de Nagyabony (tedesco: ritter von, ungherese: vitéz nemes) continua la tradizione della famiglia. Róbert ereditò il cavalierato dal suo bisnonno, il cavaliere András Móroczi de Nagyabony (1891 – 1958). È stato nominato cavaliere da Giuseppe Carlo d'Asburgo-Lorena, arciduca d'Austria e principe ereditario d'Ungheria nel 2022 a Máriapócs (Ungheria), come successore ereditario della linea di sangue. Róbert è un membro dell'Ordine dei Cavalieri. Sua moglie è la signora Andrea Resek (sposata con Mórocz Reseková), il cui bis-bisnonno Karl Reszek è stato a lungo sindaco di Malacky (1856-1867), una città a ovest di Bratislava.